# Columbia County (Florida)
Columbia County is een county in de Amerikaanse staat Florida.
De county heeft een landoppervlakte van 2.064 km² en telt 56.513 inwoners (volkstelling 2000). De hoofdplaats is Lake City.

## Bevolkingsontwikkeling

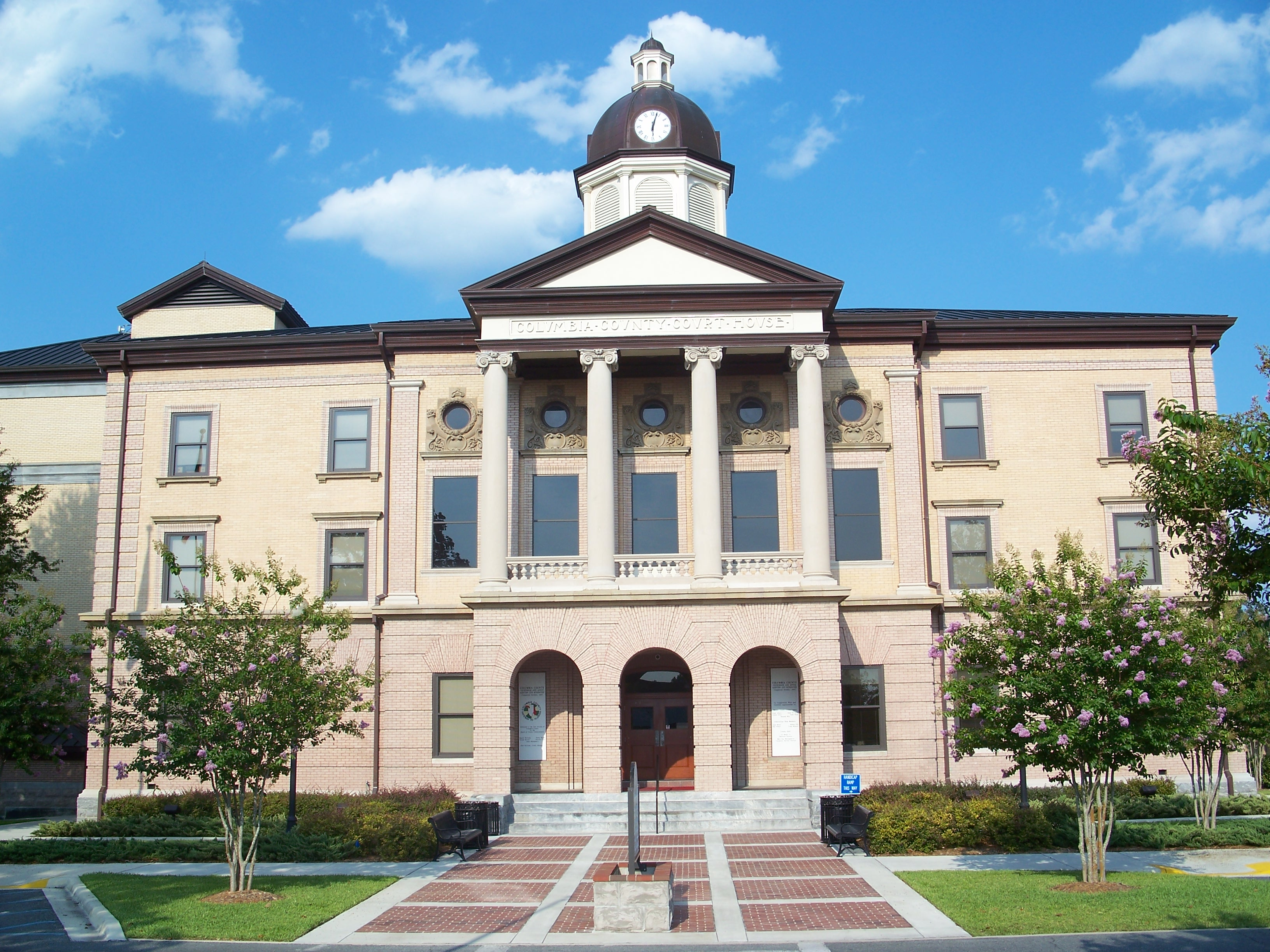
Rechtbank van Columbia County
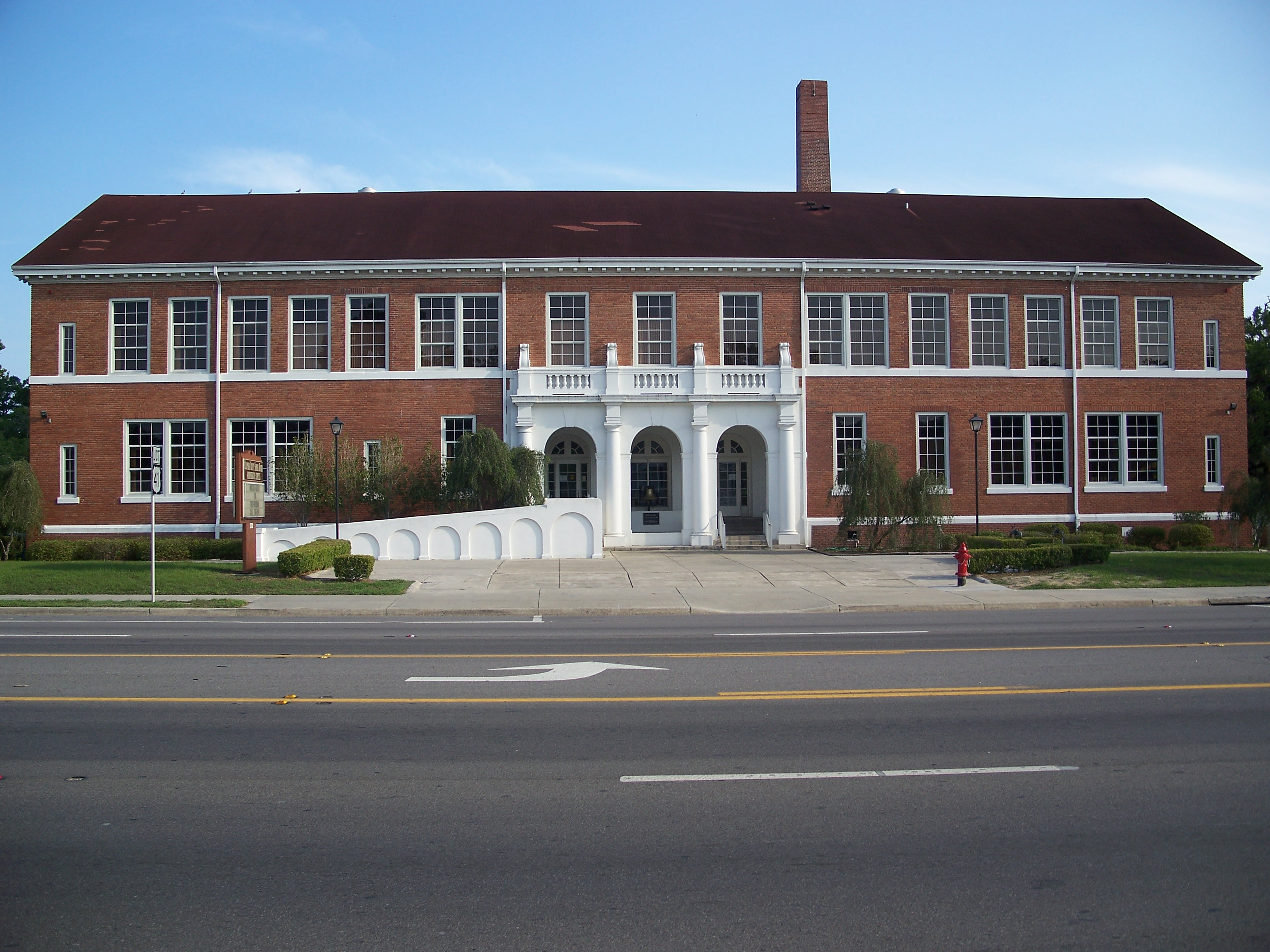
Columbia County High School